# رستو دو کر
رستوران‌های زنجیره‌ای "دو کُر"(به فرانسوی: Du Cœur)- اصطلاحاً به معنای رستوران‌های عاطفه- که معمولاً به عنوان رِستو دو کُر  Restos du Cœur شناخته می‌شود، یک مؤسسه خیریه فرانسوی است که  فعالیت اصلی آن توزیع بسته‌های مواد غذایی و غذاهای گرم به نیازمندان است. این مؤسسه توسط کمدین مشهور فرانسوی کُلوُش (به فرانسوی: Coluche) در سال ۱۹۸۵ میلادی تأسیس شد.

## راه اندازی مؤسسه خیریه
کُلوُش، کمدین و بازیگر مشهور فرانسوی،  ایده این رستوران‌ها را در ۲۶ سپتامبر ۱۹۸۵ به اجرا درآورد:
"... من ایده کوچکی دارم، کمی شبیه به این ... چنانچه افرادی وجود دارند که علاقه‌مند به حمایت مالی از تهیه غذای گرم رایگان برای نیازمندان هستند، من می‌خواهم برای اولین بار با افتتاح یک رستوران برای نیازمندان در پاریس، این ایده را  عملی کنم و سپس به سایر شهرهای بزرگ فرانسه گسترش دهم..."
اولین «رستوران عاطفه» یا همان «رستو دو کُر» روز ۲۱ دسامبر سال ۱۹۸۵ افتتاح شد و به زودی در سراسر کشور شعبه‌های نیز دیگری دایر شد. هدف بنیان گذاران این بود که بیش از ۲۰۰۰ تا ۳۰۰۰ وعده غذایی در هر روز زمستان توزیع شود. در نخستین زمستان، برای اولین بار به تنهایی ۸٫۵ میلیون وعده غذایی توزیع شد. نخستین حرکت این مؤسسه خیریه با حمایت و ابتکار خواننده فرانسوی یعنی ژان ژاک گلدمن (Jean-Jacques Goldman) همراه شد. او با ترانه" لِه رِستو دوکُر"(به فرانسوی: Les Restos du Cœur) که شامل اشعار برخی خواننده‌های مشهور بود و توسط همان خواننده‌ها نیز به صورت گروهی اجرا می‌شد، توانست از طریق نمایش تلویزیونی این ترانه چندین میلیون فرانک جمع‌آوری کند.

## فعالیت‌های خیریه
عمده اقدامات این مؤسسه خیریه در سه گروه عمده قابل تقسیم بندی است: تغذیه رایگان، تأمین سرپناه و کمک به نوزادان.

### ۱- تغذیه رایگان
داوطلبان همکاری در این موسسات از ماه سپتامبر تا ماه ژوئن (گاهی تا ژوئیه، بسته به مکان موسسه) اقدام به توزیع غذا به سه شکل زیر می‌کنند:
- سبد وعده غذایی برای طبخ در منزل
- غذای گرم برای افراد بی خانمان * توزیع غذاهای ویژه نوزادان

### ۲- سرپناه برای افراد بی‌خانمان
«داشتن یک سرپناه از ابتدایی‌ترین حقوق اجتماعی هر فرد است. کمک به تأمین سرپناه به شکل‌های مختلف امکان‌پذیر است. از اقامتگاه‌های اضطراری و موقت شروع می‌شود و تا تأمین مسکن دائمی می‌تواند ادامه یابد.
رستو دو کُر از طرق زیر سعی در تأمین سرپناه برای افراد نیازمند می‌کند:
- سرپناه‌های اضطراری (کمک به افرادی که برای مدت کوتاه نیاز به سرپناه و احیاناً فوریتهای پژشکی یا روانپزشکی دارند.)
- اقامت گاه‌های اجتماعی (اقامت افراد برای مدت طولانی غالباً در مکانی در حومه شهر به منظور بازیابی شخصیت و بازگشت آن‌ها به عرصه اجتماع)
- مجتمع‌های مسکونی (به افراد این امکان را می‌دهد که تا هنگام استقلال مالی و یافتن مسکن دائم در این مجتمع‌ها ساکن باشند)
- کمک و هدایت افراد به یافتن مسکن دائمی

### ۳- مراکز کمک به تغذیه نوزادان زیر ۱۸ ماه
کمک به پدر و مادرهایی که توان تأمین نیازهای نوزداشان را ندارند و زندگی نوزاد در معرض خطر باشد با ارائه:
- کمک‌های غذایی مناسب برای بچه‌های زیر ۱۸ ماه
- کمک‌های مادی مناسب (لباس، پوشک بچه، محصولات و بهداشتی، زمین بازی و کرایه تجهیزات و لوازم مورد نیاز)
- مشاوره با پزشک اطفال و تغذیه، ایجاد فضای تبادل نظر با پدران و مادران داوطلب (پرستاران مهد کودک، ماماها، پرستاران، متخصصان اطفال، مددکاران اجتماعی)؛

در مجموع ۷۰ مرکز برای نوزادان (به فرانسوی: restos bébés) در سراسر فرانسه وجود دارد و هر سال بین ۲۰ تا ۳۰ هزار نوزاد را تحت حمایت خود دارند.

## دستاوردها
- در سال ۲۰۱۲، در بیست و هفتمین سال تاسیس، توزیع وعده غذا در «رِستو دو کُر» از یک میلیارد وعده فراتر رفت[۳]. در این سال تعداد افراد تحت پوشش حدود ۹۰۰۰۰۰ نفر برای فصل ۲۰۱۱-۲۰۱۲ برآورد شد[۴].
- در ۲۰۰۹-۲۰۱۰، بیش از ۱۰۹ میلیون وعده‌های غذایی بین مردم نیازمند توزیع شد.
- در ۲۰۰۸-۲۰۰۹، ۱۰۳ میلیون وعده غذایی توسط «رِستو دو کُر» توزیع شد.

## مشارکت کنندگان

### ۱- حامیان مالی
طیف وسیعی از افراد هستند که کمک‌های مالی خود را به این مؤسسه اهدا می‌کنند:
- از بازنشستگان و هنرمندان چند ملیتی گرفته تا ورزشکاران و افراد مشهور هریک به روش خودشان به این مؤسسه کمک می‌کنند.
- افرادی که مکانی را به رایگان به‌طور موقت در اختیار مؤسسه قرار می دهند یا وسیله نقلیه یا سایر دارایی‌های خود را برای کمک به افراد نیازمند در اختیار مؤسسه قرار می دهند.
- افرادی که سی دی‌های موسیقی یا کتاب‌های مؤسسه را خریداری می‌کنند.
- کمک‌های مالی که از سوی نهادهای اروپایی (اتحادیه اروپا) اختصاص داده می‌شود.
- اهدای جنس (لباس، مواد عذایی، وسایل، مواد بهداشتی و ...)از سوی افراد

### ۲- داوطلبان فعالیت‌های خیریه
امروزه بیش از ۵۵ هزار نفر به صورت داوطلبانه در مراکز مختلف این مؤسسه مشغول به فعالیت هستند. این افراد در ابتدا تحت آموزشهای ساده‌ای برای حضور مفید تر در این رستوران‌ها قرار می‌گیرند. این آموزشهای در محل شامل موارد زیر است:
- مهارت‌های مدیریت یک رستوران (رستو دو کر)
- مهارت‌های پذیرایی و برقرار ارتباط با مراجعه کنندگان
- توانایی کمک به افراد نیازمند حمایت‌های معنوی
- کمک به کسانی که برای اجاره آپارتمان دچار مشکل هستند.
- مهارت‌های اجرا یا اداره یک برنامه یا یک کارگاه (مانند جشن عاطفه ها).

### ۳- هنرمندان
مهمترین حامیان این مؤسسه هنرمندان هستند. دلیل آن هم واضح است. بنیان‌گذار این مؤسسه یعنی کلوش خود یک بازیگر بود و هنرمندان بسیاری را می شناخت. بنابراین از این موقعیت استفاده کرد تا یک گروه از هنرمندان را گرد هم آورد و از طریق اجراهای گروهی هنرمندان سعی در جمع‌آوری هزینه‌های این مؤسسه نماید.
بنابران به همراه تعدادی از هنرمندان و ورزشکاران، گروه آنفواره(به معنی بچه‌های بد، اصطلاحی بود که برای جمع اولیه هنرمندان بکار می رفت)را راه اندازی کرد. این گروه هر ساله برنامه‌هایی را در غالب کنسرت یا جشن‌های بزرگ برگزار می‌کنند که تعداد زیادی از هنرمندان و ورزشکاران در آن شرکت می‌کنند و عواید حاصل از این برنامه صرف امور خیریه می‌شود.

## سرپرست‌های رِستو دو کُر
- ۱۹۸۵ تا ۱۹۸۶: دانیل بالاووآن(به فرانسوی: Daniel Balavoine)
- ۱۹۸۶ تا ۱۹۹۲: ژان ژاک گلدمن (به فرانسوی: Jean-Jacques Goldman)
- ۱۹۹۲ تا ۲۰۰۷: موریل روبَن (به فرانسوی: Muriel Robin)
- ۲۰۰۷ تا کنون: میمی ماتی (به فرانسوی: Mimie Mathy)

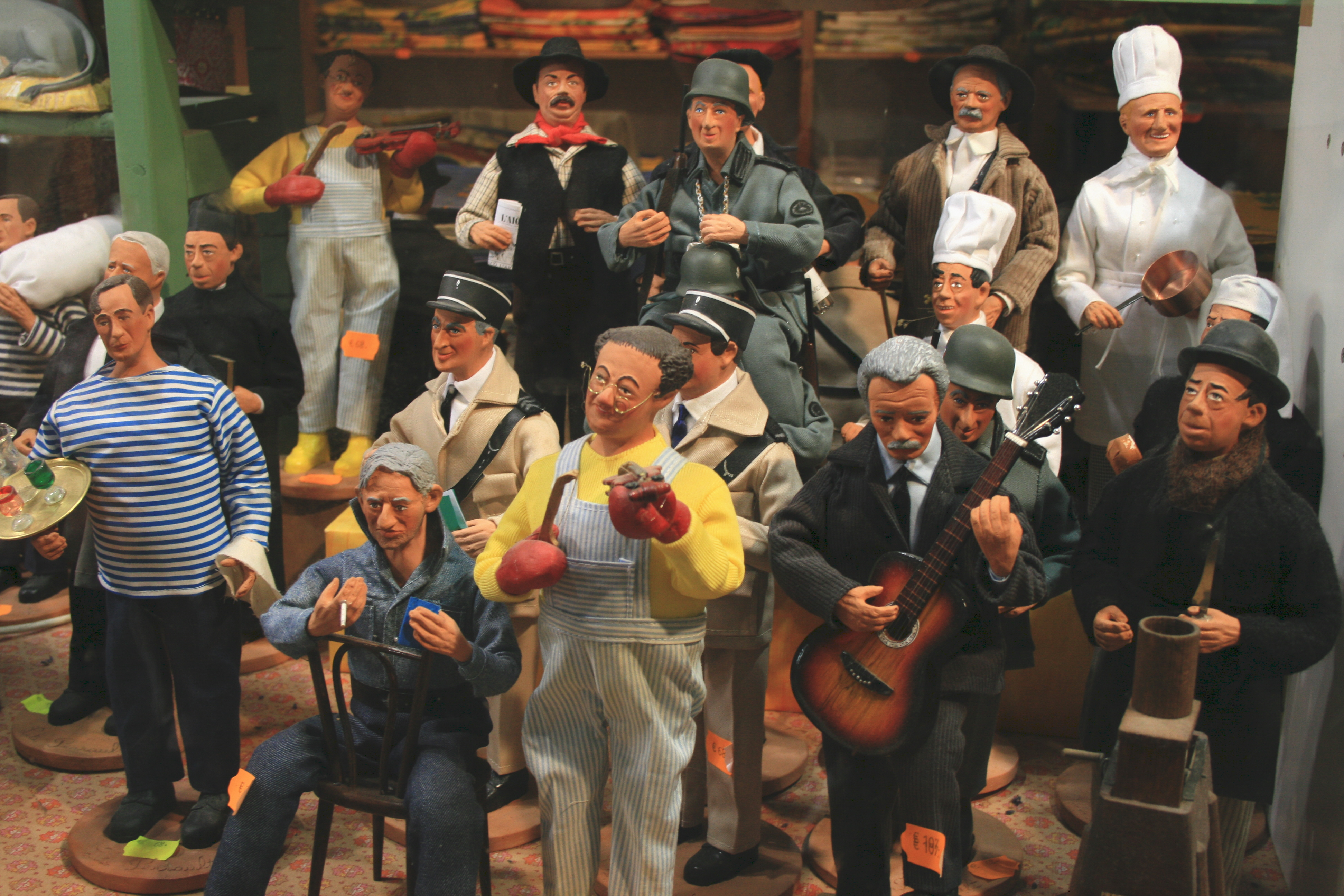
Santon Célébrités